# E & J Gallo Winery
E & J Gallo Winery es una bodega y distribuidora de vino de Modesto, California. Fue fundada en 1933 por Ernest Gallo y Julio Gallo, y es el exportador más grande de vinos de California. En el año 2012 fue el mayor fabricante de vino de Estados Unidos.

## Historia
Durante la Prohibición en Estados Unidos, Ernest y Julio Gallo cultivaban uvas y las vendían a estados del este donde la producción de vino casero estaba permitida.
El 14 de junio de 1933, Ernest Gallo presentó una solicitud ante la administración de la Prohibición para abrir una bodega de vinos con licencia en San Francisco. El 20 de junio, su solicitud fue rechazada. Se le informó que, para abrir una bodega, debía ser dueño de una bodega con licencia. Y para ser una bodega con licencia, debía ser dueño de viñedos. Ernest y Julio luego tomaron medidas para obtener la licencia de una bodega a nombre de su nueva asociación, E & J Gallo. Imprimieron papel con dos designaciones junto a su nombre: "bodega" y "cultivadores y proveedores de uvas". El patrimonio de su padre poseía tanto los negocios de cultivo y envío de uvas como los viñedos necesarios para establecer una bodega en ese momento. Ernest presentó esta carta al Consejo de Alcohol para su aprobación. Escribió que él y Julio eran "cultivadores de uvas con más de 400 acres de viñedos".
Los dos hermanos comenzaron la bodega en el otoño de 1933, después de la derogación de la Prohibición. Ernest y Julio compitieron contra compañías más grandes, establecidas y mejor financiadas, incluidas más de 800 compañías vinícolas establecidas en California en los primeros años después de la derogación de la Prohibición. Su capital inicial era de menos de $6,000 (~$110,000 ajustados por inflación hasta 2017), con $5,000 prestados por Ernest a su suegra, Teresa Franzia. Los hermanos aprendieron el arte de la elaboración comercial de vinos leyendo viejos folletos anteriores a la Prohibición publicados por la Universidad de California, los cuales recuperaron del sótano de la Biblioteca Pública de Modesto. Julio se enfocó en la producción de vino y Ernest en su venta. Solo tenían un tractor, y lo operaban permanentemente en turnos de 12/12 horas. En el primer año de actividad, los hermanos produjeron 177,000 galones de vino.
En 1957, E & J Gallo lanzó el vino blanco fortificado y económico llamado Thunderbird. En 1962, E & J Gallo lanzó la jarra de vino económico de un galón con un asa en el cuello, Red Mountain, que luego se convirtió en Carlo Rossi Red Mountain, nombrado así en honor a una bodega sobre Oakdale que cerró durante la Prohibición. Posteriormente, el mercado estadounidense comenzó a alejarse de los vinos económicos. Ernest y Julio fueron los primeros en introducir la gestión de marca y la mercadotecnia moderna en la industria del vino, y lideraron el camino al llevar nuevos productos a las estanterías de las tiendas. Fueron pioneros en iniciativas de calidad innovadoras, como contratos a largo plazo con cultivadores para variedades de uvas y programas de investigación de uvas. También fueron los primeros en establecer una fuerza de ventas y mercadotecnia extranjera realmente significativa para exportar vinos de California al extranjero. Pusieron en marcha la publicidad de vinos en televisión y lanzaron muchas campañas publicitarias de vino. (Una de ellas contribuyó a popularizar "Hymne", compuesta e interpretada por Vangelis, al presentarla como música de fondo en algunos de sus comerciales de televisión.) Los anuncios de la compañía en la década de 1960 se centraban en asociar sus vinos fabricados en EE. UU. con las prestigiosas regiones vinícolas de Europa. En 1983, por primera vez, la compañía puso una fecha de cosecha en una de sus botellas, el Cabernet Sauvignon Sonoma de 1978.
Durante las décadas de 1980 y 1990, E & J Gallo compró etiquetas de vino de Europa y Australia. Para 1993, E & J Gallo era la bodega más grande del país, con una participación del 25% en el mercado estadounidense del vino. Julio Gallo falleció en un accidente automovilístico el 2 de mayo de 1993. Ernest falleció en 2007 y su hijo Joe Gallo asumió la dirección de la compañía como CEO.
En 2002, E & J Gallo compró la Bodega Louis M. Martini, obteniendo así su primera ubicación en el Valle de Napa. El 14 de septiembre de 2007, Martha Stewart Living Omnimedia anunció una alianza con E & J Gallo Winery para producir una marca de vino etiquetada como "Martha Stewart Vintage". En 2011, E & J Gallo vendió la sidra dura Hornsby's al Grupo C&C por una cantidad no revelada y se asoció con la Colección Boisset para comprar la finca Mondavi. En 2017, E & J Gallo Winery compró el viñedo Stagecoach del Valle de Napa.
En abril de 2019, Constellation Brands Inc.. anunció un acuerdo para vender marcas de vino, incluyendo Clos du Bois y Mark West, a E & J Gallo Winery por $1.7 mil millones. Posteriormente, el acuerdo fue modificado en dos ocasiones para excluir las marcas de vino espumoso Cook's California 'Champagne' y J. Roget American 'Champagne' (ambas retenidas por Constellation durante cuatro años después del acuerdo final), la marca de brandy Paul Masson que fue vendida a Sazerac Company Inc., Sheffield Cellars y Fairbanks que fueron vendidas a Precept Brands LLC, y su división de Concentrados de Alto Color fue vendida a Vie-Del Company. por un precio acordado ajustado de $1.1 mil millones, de los cuales $250 millones son un pago diferido si se cumplen las condiciones de rendimiento de la marca durante un período de dos años después del cierre. El acuerdo se finalizó el 6 de enero de 2021 por $810 millones.
En 2020, la Universidad de California, Merced tenía planes de abrir su primera nueva escuela desde su fundación, la Escuela de Administración Ernest & Julio Gallo, una escuela multidisciplinaria que abarca diversas disciplinas.

## Premios
E & J Gallo Winery fue nombrada "Bodega del Año" por la revista "Bon Appetit" en las competiciones internacionales de vino de San Francisco en 1996, 1998 y 2001.
Intangible Business, una empresa de valoración de marcas, calificó a Gallo como la "Marca de Vino más Poderosa del Mundo" en 2006, 2007, 2008, y 2009.